# Contea di Yongxing
La contea di Yongxing (永兴县S, Yǒngxīng XiànP) è una contea della Cina, situata nella provincia di Hunan e amministrata dalla prefettura di Chenzhou.